# Marcellus (Nueva York)
Marcellus es un pueblo ubicado en el condado de Onondaga en el estado estadounidense de Nueva York. En el año 2000 tenía una población de 6,319 habitantes y una densidad poblacional de 75 personas por km².

## Geografía
Marcellus se encuentra ubicado en las coordenadas 42°58′56″N 76°20′24″O / 42.98222, -76.34000.

## Demografía
Según la Oficina del Censo en 2000 los ingresos medios por hogar en la localidad eran de $51,881 y los ingresos medios por familia eran $58,188. Los hombres tenían unos ingresos medios de $40,541 frente a los $32,234 para las mujeres. La renta per cápita para la localidad era de $25,628. Alrededor del 3.2% de la población estaban por debajo del umbral de pobreza.